# 野崎昭弘
野崎 昭弘（のざき あきひろ、1936年8月31日 - 2025年1月15日）は、日本の数学者。大妻女子大学名誉教授。専門は、アルゴリズム理論・多値論理学。
アルゴリズムと計算量の理論研究のパイオニアとして、オートマトン理論におけるアイレンバーグ予想の解決など、世界的な優れた研究業績をあげた。さらに『ゲーデル、エッシャー、バッハ』の翻訳など、情報数学の良書の刊行に積極的に取り組み、先見性と卓越した文章力を通して若手研究者の啓蒙につとめ、今日の日本の計算基礎理論の礎を築いた。また、数学教育世界大会「国際円卓会議」に日本代表として参加するなど、情報数学教育および情報数学文化の発展に多大な寄与をした。
名字は「野﨑」が正式であり、著者名では『高等学校の数学I』（三省堂、1982年）など1982–1984年の教科書、および2003年以降の多くの書籍でそう表記されているが、それらの書誌情報を除いては一般的な「野崎」で統一する。

## 略歴
- 1936年[1] 横浜市生まれ。
- 1959年3月 東京大学理学部 数学科卒業。
- 1961年3月 同大学院数物系研究科 （数学専攻）修士課程修了[2]。
- 1961年4月 電電公社（現NTT）電気通信研究所に勤務。1963年6月まで。
- 1963年7月 東京大学教養学部・基礎科学科 助手。
- 1965年4月 同大学 助教授。1971年10月まで。
- 1965年 日米科学協力セミナー「機械翻訳」のメンバーとして渡米[5]。
- 1967年9月から1969年8月までフランスのグルノーブル大学理学部・応用数学科の客員助教授として機械翻訳研究所に滞在[5]。
- 1971年11月 東京大学理学部・情報科学研究施設 助教授。1975年3月まで。
- 1971年「Functional completeness in the family of spectra（スペクトルの類における関数生成に関する完全性）」[6]で東京大学理学博士。
- 1975年 山梨大学工学部・計算機科学科 教授。
- 1979年 国際基督教大学教養学部・理学科 教授[2]。1993年3月まで。
- 1985年 『ゲーデル、エッシャー、バッハ』の訳者の一人として、はやしはじめ、柳瀬尚紀とともに日本翻訳文化賞を受賞[7]。
- 1993年4月 大妻女子大学社会情報学部 教授[2]。
- 1998年4月 大妻女子大学社会情報学部 学部長。2002年3月まで。
- 1998年8月より、民間教育団体「数学教育協議会」委員長[5]。2008年8月まで。
- 2002年 日本数学協会 理事[5][8]。
- 2003年 情報処理学会 フェロー[5][2]。
- 2003年 日本数学教育学会 85周年特別表彰を受賞[5]。
- 2007年 第6回日本数学会出版賞を受賞[9]。
- 2007年 大妻女子大学を定年退任、名誉教授。サイバー大学IT総合学部 教授[5]
- 2015年 春の叙勲で瑞宝中綬章 受章[10]。
- 2025年1月15日 死去。享年89 (満88歳)[11]。

## 著書
国立情報学研究所 (NII) の著作リストに基づいて著作物を列挙する。

### 単著
- 『電子計算機と数学』ダイヤモンド社、1965年。 - のち 改訂版：1967年、新版『電子計算機と数学：おさない巨人たち』：1974年。
- 『現代教養数学 : 集合論から電算機プログラミングまで』サイエンス社〈サイエンスライブラリ数学 1〉、1970年3月。
- 『教養電子計算機』サイエンス社〈サイエンスライブラリ情報電算機 2〉、1970年9月。
- 『スイッチング理論』共立出版〈電子計算機基礎講座 10〉、1972年。
- 『基礎数学概論』サイエンス社〈サイエンスライブラリ数学 11〉、1974年2月。
- 『πの話』岩波書店〈岩波科学の本 12〉、1974年6月。 - のち 岩波現代文庫、2011年。
- 『とらんぷ : ひとり遊び 85選』ダイヤモンド社、1974年。 - のち 改訂増補版、朝日新聞社、1990年。
- 『計算数学セミナー』日本評論社〈数学セミナー 増刊. 数学セミナーリーディングス〉、1976年7月。
- 『詭弁論理学』中央公論新社〈中公新書〉、1976年10月。 - 改版: 2017年。
- 『二進法』共立出版〈数学ワンポイント双書 21〉、1978年。
- 『離散系の数学』近代科学社〈コンピュータサイエンス大学講座 10〉、1980年8月。
- 『逆説論理学』中央公論新社〈中公新書 593〉、1980年11月。
- 『数学屋の楽しみ : パズル・ゲーム・言葉の遊び etc.』白揚社、1981年9月。
- 『新教養の数学』サイエンス社〈サイエンスライブラリ数学 22〉、1981年12月。
- 『数学屋のうた : ことば・論理・コンピュータetc.』白揚社、1982年4月。
- 『計算機数学』共立出版〈共立数学講座 11〉、1984年2月。
- 『赤いぼうし』安野光雅(絵)、童話屋〈美しい数学 5〉、1984年4月。
- 『新コンピュータ概論』サイエンス社〈Information & Computing 2〉、1985年。
- 『人間=コンピュータ=人工知能』サイエンス社〈サイエンス叢書 22〉、1986年6月。
- 『数学的センス』日本評論社〈たのしいすうがく 1〉、1987年10月。 - のち ちくま学芸文庫、2007年。
- 『アルゴリズムと計算量』共立出版〈計算機科学/ソフトウェア技術講座 5〉、1987年10月。
- 『人工知能はどこまで進むか』岩波書店〈NEW SCIENCE AGE 31〉、1988年。
- 『さかさまさかさ』タイガー立石(絵)、福音館書店〈たくさんのふしぎ傑作集〉、1989年。 - 初版: 月刊『たくさんのふしぎ』1986年8月号。
- 『エッシャーからの贈り物』ソニーHDソフトセンター ハイビジョン、小学館、1990年5月。ISBN 978-4097270515。
- 『ロジカルな将棋入門』筑摩書房〈ちくまライブラリー 41〉、1990年5月。
- 『トランプ : ひとり遊び88選』朝日新聞社〈朝日選書 416〉、1990年12月。
- 「フレ！フレ！100まんべん」『たくさんのふしぎ』第93号、福音館書店、1992年12月。
- 『組合せ論・グラフ理論』日本評論社〈現代応用数学の基礎〉、1994年4月。
- 『アナログ？ デジタル？ ピンポーン！』タイガー立石(絵)、福音館書店〈たくさんのふしぎ傑作集〉、1994年6月。 - 初版: 月刊『たくさんのふしぎ』1990年6月号。
- 『まるさんかく論理学』増進会出版社〈Z会ペブル選書 1〉、1995年5月。 - のち 中公文庫、2021年。
- 『不完全性定理 : 数学的体系のあゆみ』日本評論社〈たのしいすうがく 2〉、1996年9月。 - のち ちくま学芸文庫、2002年。
- 『一』三省堂〈一語の辞典〉、1998年10月。
- 『アルゴリズムとプログラミング技法』サイエンス社〈新情報ライブラリ 2〉、1999年。
- 『人生が楽しくなる確率』ナツメ社、2005年。
- 野﨑昭弘『離散数学「数え上げ理論」 : 「おみやげの配り方」から「Nクイーン問題」まで』講談社〈講談社ブルーバックス〉、2008年。
- 野﨑昭弘『人間・社会・コンピュータの情報処理原論』ベレ出版〈BERET SCIENCE〉、2009年3月。
- 『解ける問題 解けない問題』eco(絵)、講談社、2009年11月。
- 野﨑昭弘『なっとくする群・環・体』講談社〈なっとくシリーズ〉、2011年2月。
- 野﨑昭弘『数学で未来を予測する : ギャンブルから経済まで』PHP研究所〈PHPサイエンス・ワールド新書 048〉、2011年10月。
- 野﨑昭弘『算数・数学24の真珠』日本評論社、2012年7月。 - のち ちくま学芸文庫、2022年。
- 野﨑昭弘『はじまりの数学』筑摩書房〈ちくまプリマー新書 187〉、2012年10月。
- 『人はなぜ、同じ間違いをくり返すのか : 数学者が教える「間違い」を生かすヒント』ブックマン社〈知と学びのシリーズ〉、2014年。
- 野﨑昭弘『「P≠NP」問題 : 現代数学の超難問』講談社〈講談社ブルーバックス 1933〉、2015年。
- 野﨑昭弘『数学と方法 : もっと数学が好きになるヒント』東京図書、2016年10月。ISBN 978-4-489-02251-7。
- 『詭弁論理学』（改版）中央公論新社〈中公新書〉、2017年4月。ISBN 978-4-12-180448-8。 - 初版: 1976年。
- 『まるさんかく論理学 : 数学的センスをみがく』中央公論新社〈中公文庫 18-1〉、2021年6月。ISBN 978-4-12-207081-3。
- 野﨑昭弘『算数・数学の基本常識 : 大切なのは数学的センス』日本評論社、2021年9月。ISBN 978-4-535-79829-8。

### 共著・編著・共編著
- 安本美典、野崎昭弘『言語の数理』筑摩書房〈数理科学シリーズ 13〉、1976年。
- 野崎昭弘、田中公治『情報数学入門』サイエンス社〈サイエンステキストライブラリ 7〉、1979年。
- 伊理正夫、野崎昭弘、野下浩平 編著『計算の効率化とその限界』日本評論社〈数学セミナー 増刊. 入門・現代の数学〉、1980年7月。
- 岡部恒治、野崎昭弘 ほか『マイ数学 : 教養数学の要点と考え方』遊星社、1984年。 - のち 改訂版、1989年。
- 野崎昭弘、広瀬健 編『コンピュータから生まれた新しい数学』日本評論社〈別冊・数学セミナー. コンピュータと数学〉、1986年4月。
- 伊理正夫、垣田高夫、笠原晧司、戸川隼人、野崎昭弘、廣瀬健、前原昭二、森毅 著『現代応用数学の基礎』 第1巻–第3巻、日本評論社〈別冊・数学セミナー〉、1987年。
- 何森仁、小沢健一、小林道正、近藤年示、武藤徹 著、野崎昭弘 編『生き生きパソコン : すぐに役立つ高校数学の授業集』三省堂、1990年。
- 野崎昭弘 著、野崎昭弘 編『現代数学の風景』サイエンス社〈数理科学ライブラリ 6〉、1993年。
- 何森仁ほか 著、野崎昭弘 編『のびのびBASIC : すぐ使える高校数学の授業集』三省堂、1995年1月。
- 野崎昭弘、仙波一郎『計算の理論』放送大学教材、放送大学教育振興会、1995年7月。
- 野崎昭弘、何森仁、伊藤潤一、小沢健一『微分・積分の意味がわかる : 数学の風景が見える』ベレ出版、2000年。
- 野崎昭弘、何森仁、伊藤潤一、小沢健一『数と計算の意味がわかる : 数学の風景が見える』ベレ出版、2001年2月。
- 野崎昭弘、何森仁、伊藤潤一、小沢健一『統計・確率の意味がわかる : 数学の風景が見える』ベレ出版、2001年10月。
- 野﨑昭弘、何森仁、伊藤潤一、小沢健一『図形・空間の意味がわかる : 数学の風景が見える』ベレ出版、2003年。
  - のち 上記4冊を合本: 野﨑昭弘、何森仁、伊藤潤一、小沢健一『意味がわかれば数学の風景が見えてくる』（改訂合本版）ベレ出版、2011年。
- 数学教育協議会、銀林浩、野﨑昭弘 ほか 編『家庭の算数・数学百科』日本評論社、2005年。
- 野﨑昭弘、何森仁、伊藤潤一、下町壽男『つながる高校数学 : 見方をかえれば、高校数学の全体像がわかる』ベレ出版、2012年3月。
- 池田晶子、宇野功芳、島田雅彦、布施英利、野崎昭弘、宮城まり子、養老孟司 著、角川文庫編集部 編『死を想え』角川書店〈角川文庫. いまを生きるための教室〉、2012年4月。
- 数学教育協議会、小林道正、野﨑昭弘 編『算数・数学つまずき事典』日本評論社、2012年8月。
- 砂田利一、黒川信重、森重文、上野健爾、足立恒雄、小谷元子、益川敏英、野崎昭弘 ほか 著、小谷元子 編『数学者が読んでいる本ってどんな本』東京図書、2013年10月。
- 石井志保子、三村昌泰、加藤和也、新井紀子、野﨑昭弘、時枝正 ほか 著、数学のたのしみ編集部 編『数学まなびはじめ』 第3集、日本評論社、2015年7月。

### 教科書
- 黒田孝郎、森毅、小島順、野﨑昭弘 ほか『高等学校の数学I』三省堂、1982年3月。
- 黒田孝郎、森毅、小島順、野﨑昭弘 ほか『高等学校の数学I：指導資料』三省堂、1982年3月。
- 黒田孝郎、森毅、小島順、野﨑昭弘 ほか『高等学校の数学II』三省堂、1983年3月。
- 黒田孝郎、森毅、小島順、野﨑昭弘 ほか『高等学校の数学II : 指導資料』三省堂、1983年3月。
- 黒田孝郎、森毅、小島順、野﨑昭弘 ほか『高等学校の代数・幾何』三省堂、1983年3月。
- 黒田孝郎、森毅、小島順、野﨑昭弘 ほか『高等学校の代数・幾何 : 指導資料』三省堂、1983年3月。
- 黒田孝郎、森毅、小島順、野﨑昭弘 ほか『高等学校の基礎解析』三省堂、1983年3月。
- 黒田孝郎、森毅、小島順、野﨑昭弘 ほか『高等学校の基礎解析 : 指導資料』三省堂、1983年3月。
- 黒田孝郎、森毅、小島順、野﨑昭弘 ほか『高等学校の微分・積分』三省堂、1984年3月。
- 黒田孝郎、森毅、小島順、野﨑昭弘 ほか『高等学校の微分・積分 : 指導資料』三省堂、1984年3月。
- 黒田孝郎、森毅、小島順、野﨑昭弘 ほか『高等学校の確率・統計』三省堂、1984年3月。
- 黒田孝郎、森毅、小島順、野﨑昭弘 ほか『高等学校の確率・統計：指導資料』三省堂、1984年3月。
  - 上記には、1986年に「改訂版」あり。1989年にも、同名の書籍群が刊行されている。

- 江藤邦彦、黒田孝郎、黒田俊郎、小林道正、近藤年示、新海寛、野崎昭弘 ほか『明解数学I』三省堂、1988年3月。
- 野崎昭弘 ほか『明解数学I : 指導資料』三省堂、1988年3月。
- 何森仁、江藤邦彦、黒田孝郎、黒田俊郎、野崎昭弘 ほか『明解数学II』三省堂、1989年3月。
- 野崎昭弘 ほか『明解数学II : 指導資料』三省堂、1989年3月。
- 野崎昭弘 ほか『数学A』三省堂、1994年3月。
- 野崎昭弘 ほか『数学A : 指導資料』三省堂、1994年3月。
- 野崎昭弘 ほか『数学I』三省堂、1994年3月。
- 野崎昭弘 ほか『数学I : 指導資料』三省堂、1994年3月。
- 野崎昭弘 ほか『数学II』三省堂、1995年3月。
- 野崎昭弘 ほか『数学II : 指導資料』三省堂、1995年3月。
- 野崎昭弘 ほか『数学B』三省堂、1995年3月。
- 野崎昭弘 ほか『数学B : 指導資料』三省堂、1995年3月。
- 野崎昭弘 ほか『数学C』三省堂、1995年3月。
- 野崎昭弘 ほか『数学C : 指導資料』三省堂、1995年3月。
- 野崎昭弘 ほか『数学III』三省堂、1996年3月。
- 野崎昭弘 ほか『数学III：指導資料』三省堂、1996年3月。
  - 上記には、1998-1999年に「改訂版」あり。

- 黒田孝郎、森毅、小島順、野崎昭弘 ほか『高等学校の確率・統計』筑摩書房〈ちくま学芸文庫〉、2011年8月。
- 黒田孝郎、森毅、小島順、野崎昭弘 ほか『高等学校の基礎解析』筑摩書房〈ちくま学芸文庫〉、2012年4月。
- 黒田孝郎、森毅、小島順、野崎昭弘 ほか『高等学校の微分・積分』筑摩書房〈ちくま学芸文庫〉、2012年10月。

### 翻訳
- J. E. ホップクロフト、J. D. ウルマン 著、野崎昭弘、木村泉 ほか 訳『言語理論とオートマトン』サイエンス社〈サイエンスライブラリ情報電算機 6〉、1971年。
- ジェームズ・R. スレイグル 著、南雲仁一、野崎昭弘 訳『人工知能 : 発見的プログラミング』産業図書、1972年。
- C. ベルジュ 著、野崎昭弘 訳『組合せ論の基礎』サイエンス社〈サイエンスライブラリ数学 9〉、1973年。
- ラナン・B. バナージ 著、南雲仁一、野崎昭弘 訳『問題解決の理論 : 人工知能の基礎』産業図書、1974年。
- A. V. エイホ、J. E. ホップクロフト、J. D. ウルマン 著、野崎昭弘、野下浩平 ほか 訳『アルゴリズムの設計と解析』 Ⅰ、サイエンス社〈サイエンスライブラリ情報電算機 35〉、1977年。
- ラリー・ゴニック 著、野崎昭弘、高岡稔 訳『漫画コンピュータ・サイエンス』白揚社、1984年7月。
- J. E. ホップクロフト、J. D. ウルマン 著、野崎昭弘、高橋正子、町田元、山崎秀記 訳『オートマトン言語理論計算論』 Ⅰ, Ⅱ、サイエンス社〈Information & Computing 3〉、1984年8月。
- ダグラス・R・ホフスタッター 著、野崎昭弘、はやしはじめ、柳瀬尚紀 訳『ゲーデル, エッシャー, バッハ : あるいは不思議の環』白揚社、1985年。
  - 改訂版: 野崎昭弘 ほか 訳『ゲーデル、エッシャー、バッハ : あるいは不思議の環』（20周年記念版）白揚社、2005年。 - 著者が新たに書いた序文を収録。
- M. A. ボーデン 著、野崎昭弘、村上陽一郎、廣松毅 監 訳『人工知能と人間』 Ⅰ, Ⅱ、サイエンス社、1986年4月。ISBN 978-4-7819-0436-8。 ISBN 978-4-7819-0437-5。
- A. サローマ 著、野崎昭弘、町田元、山崎秀記、横森貴 訳『計算論とオートマトン理論』サイエンス社〈Information & Computing 28〉、1988年。
- A. K. デュードニー 著、野崎昭弘 監訳、野崎昭弘、野崎昌弘、市川洋介 訳『プラニバース : 二次元生物との遭遇』工作舎、1989年。
- H. モラヴェック 著、野崎昭弘 訳『電脳生物たち : 超AIによる文明の乗っ取り』岩波書店、1991年。
- ラリー・ゴニック 著、野崎昭弘、高岡稔 訳『漫画コンピュータが驚異的によくわかる』白揚社、1994年6月。
- W・V・クワイン 著、吉田夏彦、野崎昭弘 訳『哲学事典 : ～とは何であるかを考える』白揚社、1994年7月。 - のち ちくま学芸文庫。
- Valerie Illingworth ほか 編、野崎昭弘、中川圭介、玉井浩 訳『Computing辞典』サイエンス社、1996年。
- レイモンド・スマリヤン 著、野崎昭弘 訳『シャーロック・ホームズのチェスミステリー』マイナビ出版、1998年。
- トニー・クリリー 著、野崎昭弘 監訳、対馬妙 訳『人生に必要な数学50』近代科学社〈知ってる?シリーズ 0〉、2009年。

### 監修・監訳・編者
- 安野光雅 著、野崎昭弘 監修『集合 : 美しい数学』ダイヤモンド社、1974年。
- マーチン・ガードナー 著、野崎昭弘 監 訳『The paradox box : 逆説の思考』日本経済新聞社〈別冊サイエンス 26〉、1979年7月。
- 森毅、齋藤正彦、野崎昭弘 監修『数学ブックガイド100』培風館、1984年。 - ブックガイドの100冊目で『数学ブックガイド100』自体を紹介している[13]（再帰的な紹介）。
- Akihiro Nozaki (1985). Anno's hat tricks. Mitsumasa Anno (pictures). Philomel Books.
- 森毅、斎藤正彦、野崎昭弘 編『すうがくぶっくす』朝倉書店、1988年–。
- 広瀬健、野崎昭弘、鈴木則久、小林孝次郎 編『情報数学講座』共立出版、1993年5月–。
- 土居範久、野崎昭弘、廣瀬健、山崎利治 編『情報数学セミナー』日本評論社、1994年1月–。
- Jan van Leeuwen 編、廣瀬健, 野崎昭弘, 小林孝次郎 監 訳『コンピュータ基礎理論ハンドブック』丸善、1994年2月。
- 足立久美子、野崎昭弘 監修『数学の窓の開けかた : 中学の授業へのヒント』東京書籍、1995年9月。
- 野崎昭弘 ほか 編『情報科学こんせぷつ』朝倉書店、1997年4月–。
- 安野光雅 著、野崎昭弘 監修『石頭コンピューター』日本評論社、2004年10月。 - 原書: 安野光雅 著、犬伏茂之 監修『わが友石頭計算機』ダイヤモンド社、1973年。

## 受賞
- 1985年 第22回日本翻訳文化賞[7][5]
- 2003年 日本数学教育学会 85周年特別表彰[5]
- 2007年 日本数学会 出版賞[9]
- 2015年 瑞宝中綬章[10]